# Gourdou G.120 Hy
Le Gourdou G.120 Hy était un prototype d'avion militaire de l'entre-deux-guerres réalisé en France par l'avionneur Charles Gourdou (l'un des fondateurs de Gourdou-Leseurre), et l'ingénieur aéronautique Georges Bruner. C'était un hydravion à flotteurs bimoteur, destiné à servir comme avion de reconnaissance et bombardier naval.